# قانون دسته‌بندی
با توجه به جمعیتی که هر یک از اعضای آن به یکی از مجموعه‌ها یا دسته‌های مختلف تعلق دارند، یک قانون دسته‌بندی (به انگلیسی: Classification rule) یا دسته‌بندی کننده (به انگلیسی: Classifier) رویه‌ای است که طبق آن پیش‌بینی می‌کند که عناصر هر مجموعه جمعیت هر کدام به یکی از رده‌ها وابستگی دارند. یک دسته‌بندی کامل دسته‌بندی است که هر عنصر در جمعیت به دسته‌ای که واقعاً به آن وابستگی دارد اختصاص می‌یابد. دسته‌بندی ناقص دسته‌بندی است که در آن برخی خطاها پدیدار می‌شود و سپس باید از تجزیه و تحلیل آماری برای تجزیه و تحلیل دسته‌بندی بهره‌گیری شود.
نوع خاصی از قانون دسته‌بندی، دسته‌بندی دوتایی است، برای مسائلی که در آنها فقط دو رده وجود دارد.
با توجه به یک قانون دسته‌بندی، یک آزمون دسته‌بندی نتیجه اعمال قانون بر روی نمونه محدودی از مجموعه داده‌های اولیه است.